# Randia tubericollis
Randia tubericollis là một loài thực vật có hoa trong họ Thiến thảo. Loài này được Borhidi, E.Martínez & A.Nava mô tả khoa học đầu tiên năm 2005.